# Lonchura fuscans
Lonchura fuscans е вид птица от семейство Estrildidae.

## Разпространение
Видът е разпространен в Бруней, Индонезия, Малайзия и Филипините.